# Vágszakaly
Vágszakaly (1899-ig Szokolócz, szlovákul Sokolovce) község Szlovákiában, a Nagyszombati kerületben, a Pöstyéni járásban.

## Fekvése
Pöstyéntől 6 km-re délre, a Vág bal partján fekszik.

## Nevének eredete
Neve a szláv sokol (= sólyom) főnévből származik.

## Története
A régészeti leletek tanúsága szerint területén már a kőkorszakban is éltek emberek, de kerültek elő leletek a korai vaskorból is.
A mai települést 1293-ban „Zokol", 1324-ben „Zakal" néven említik. Lakói egykor királyi solymászok voltak. Legrégibb ismert birtokosa a 13. és 14. században az Ivánka nembeli András fia Tamás volt. Később a Nyáry család birtoka, akik Csejte uraival, a Báthoriakkal álltak rokonságban. A falunak már a 13. században volt temploma, amely a török időkben elpusztult. A mai templomot 1768 és 1770 között Nyáry Angéla grófnő adományából építették, fia pedig a plébániát építtette fel 1775-ben. A falunak története során több birtokosa is volt. 1663-tól a töröknek is fizetett adót, erről tanúskodik a török defter, mely szerint a község 5240 akcséval adózott. 1715-ben kuriális nemesi község 17 zsellér háztartással, összesen 281 lakossal. 1753-ban 48 család élt itt, közülük 18 szabad, akik nem fizettek adót. A lakosok száma 299 volt. 1787-ben 303-an lakták, akik főként a nagybirtokokon végeztek mezőgazdasági munkákat. A férfiak egy része téglakészítéssel foglalkozott. 1828-ban 399, 1837-ben 391, 1849-ben 445, 1857-ben 458, 1869-ben 325, 1880-ban 322 lakosainak száma. 1880-tól több zsidó lakosa vándorolt ki Palesztinába.
Vályi András szerint: „SZOKOLÓCZ. Tót falu Nyitra Várm. földes Ura Gr. Vindischgrátz Uraság, lakosai katolikusok, fekszik Pöstyénhez egy mértföldnyire; határja középszerű, legelője szoros, vagyonnyai majd ollyanok, mint Ratnóczé."
Fényes Elek szerint: „Szokolócz, tót falu, Nyitra vmegyében, a Vágh bal partján, Galgóczhoz 1 1/2 órányira. Lakja 423 kath. Van benne kath. paroch. templom, urasági kastély és kert; továbbá nevezetes tehenészet; erdő; gyümölcs elég. F. u. Windischgrätz herczeg."
Nyitra vármegye monográfiája szerint: „Szokolócz, tót község a Vág balpartján, Drahóczczal majdnem szemben, 322 r. kath. vallásu lakossal. Posta-, táviró- és vasúti állomása Pöstyén. Kath. temploma 1806-ban épült. A községben van Horn Dávid nagyszabásu és kiváló izléssel berendezett, díszes, tornyos kastélya, szép parkja, mintagazdasága és gazdasági szeszgyára. A kastély gróf Degenfeld-Schomburg Adolfé volt. Szokolóczot egy XIV. századbeli okirat „Zakol” néven említi."
A trianoni békeszerződésig Nyitra vármegye Pöstyéni járásához tartozott.

## Népessége
| Év:            | 1994. | 2004.   | 2014.    | 2024.   |
| -------------- | ----- | ------- | -------- | ------- |
| Emberek száma: | 1124  | 1168    | 1292     | 1401    |
| Eltérés:       |       | +3,91 % | +10,61 % | +8,43 % |

| Év:            | 2023. | 2024.   |
| -------------- | ----- | ------- |
| Emberek száma: | 1402  | 1401    |
| Eltérés:       |       | -0,07 % |

1880-ban 355 lakosából 2 magyar és 333 szlovák anyanyelvű volt.
1890-ben 322 lakosából 315 szlovák anyanyelvű volt.
1900-ban 431 lakosából 12 magyar és 411 szlovák anyanyelvű volt.
1910-ben 474 lakosából 25 magyar, 11 német és 438 szlovák anyanyelvű volt. Ebből 456 római katolikus, 17 izraelita és 1 evangélikus vallású volt.
1921-ben 508 lakosából 8 magyar, 4 német, 493 csehszlovák, 1 egyéb nemzetiségű és 2 állampolgárság nélküli volt. Ebből 498 római katolikus, 8 izraelita és 2 evangélikus vallású volt.
1930-ban 617 lakosából 610 csehszlovák, 6 zsidó és 1 állampolgárság nélküli volt. Ebből 606 római katolikus, 10 izraelita és 1 evangélikus vallású volt.
1970-ben 1028 lakosából 1025 szlovák volt.
1980-ban 1039 lakosából 1 magyar és 1020 szlovák volt.
1991-ben 1057 lakosából 1 magyar és 1036 szlovák volt.
2001-ben 1117 lakosából 1 magyar és 1094 szlovák volt.
2011-ben 1265 lakosából 3 magyar és 1214 szlovák volt.
2021-ben 1368 lakosából 3 magyar, (+2) cigány, 1303 (+8) szlovák, 21 (+4) egyéb és 41 ismeretlen nemzetiségű volt.

## Nevezetességei
- A Szent Kereszt Felmagasztalása tiszteletére szentelt templomot 1768 és 1770 között építették barokk stílusban. Főoltárán a Fájdalmas Szűzanya 1706-ban készült szobra, amely egykor a falu végén állott, de a sok csodás gyógyulás hatására a templomba vitték. A templom kedvelt búcsújáróhely.
- Nepomuki Szent János szobra 1834-ben készült.
- A plébánia előtti barokk szoborcsoport ismeretlen mester alkotása.
- A Kálvária 17. századi eredetű.
- A község barokk-klasszicista kastélya a 18. század elején épült. A kastélynak több birtokosa is volt: a Nyáry, Skarbal, Amadé, Windischgratz, Deganfeld és Hirschwerk családok. Később Horn Dávid és Blum Bernát, valamit a Gyulay család tulajdonában is megtaláljuk. A kastélyt kiterjedt park övezi halastóval és számos faritkasággal. A kastélyban ma pszichiátriai gyógyintézet működik.

## Külső hivatkozások
- Hivatalos oldal
- Községinfó
- Vágszakaly Szlovákia térképén
- E-obce.sk Archiválva 2008. augusztus 17-i dátummal a Wayback Machine-ben